# Synode von Aschheim
Die Synode von Aschheim im Jahr 756 war die erste Kirchensynode im baierischen Stammesherzogtum. Sie fand unter der Patronanz von Tassilo III. in Aschheim statt. Neben allgemeinen Fragen der Seelsorge, etwa den Schutz von Frauen und das Verbot von Inzestehen, ging es in dieser Synode vor allem um die von den Franken geforderte Ausrichtung der bajuwarischen Christen auf Rom, die in einem Machtstreit zwischen der von Bonifatius eingeleiteten Vorherrschaft bischöflicher Strukturen über davor selbstbestimmte, oder dem Stammesherzog ergebene Pfarreien und Klöster mündete. Ein Streitpunkt dabei war, wer das Recht auf die Einhebung des Kirchenzehents beanspruchen kann.
Ihr folgten 769/70 eine weitere Synode in Dingolfing und 771 in Neuching sowie zahlreiche Klostergründungen Tassilos, etwa Innichen 769 sowie Mattsee und Kremsmünster 777. 
Die Synodalakten von Aschheim waren jahrhundertelang verschwunden und wurden erst im 18. Jahrhundert wiedergefunden. Da angenommen wird, dass neben geistlichen auch weltliche Würdenträger an der Synode teilnahmen, wird sie in heimatkundlichen Publikationen auch gerne als „Erster Bayerischer Landtag“ bezeichnet, obwohl bereits unter Herzog Odilo um 740 bis 750 ein ähnliches Treffen (Concilium Baiuwaricum) stattfand, das durch ein auf das Jahr 800 datiertes fränkisches Dokument bekannt ist.
Die Datierung der Synode auf das Jahr 756 oder 757 ist ungewiss. Sie beruht auf der Vermutung, dass sie bereits nach dem Tod des Bonifatius stattfand und vor dem Reichstag von Compiègne im Jahr 757, bei dem Tassilo III. den Treueid bzw. aus fränkischer Sicht Vasalleneid gegenüber Pippin dem Jüngeren und seinen Söhnen leistete.